# Cinara subterranea
Cinara subterranea är en insektsart. Cinara subterranea ingår i släktet Cinara och familjen långrörsbladlöss. Inga underarter finns listade i Catalogue of Life.